# Drosophila ramamensis
Drosophila ramamensis este o specie de muște din genul Drosophila, familia Drosophilidae, descrisă de Dwivedi în anul 1979. Conform Catalogue of Life specia Drosophila ramamensis nu are subspecii cunoscute.